# Naqe'e Al Zabib
Naqe'e Al Zabib (em árabe: نقيع الزبيب - infusão de passas) é uma bebida iemenita. Trata-se de uma bebida gelada à base de passas.
Naqe'e Al Zabib é habitualmente servida em temperaturas frias e, conforme o nome indica (zabīb significa "passas" em árabe), é produzida a partir de passas de uvas. Trata-se de uma adaptação moderna do nabidh (também grafado como nabeez ou nabidah), uma bebida produzida através da fermentação de açúcares das passas, a qual era consumida amplamente na era pré-islâmica e que, quando preparada por tempo prolongado, podia se tornar moderadamente alcoólica. De fato, a forma não-alcoólica do nabidh é descrita como uma das bebidas preferidas do profeta Maomé. Após a expansão do Islã na península arábica durante o século VII da era contemporânea, o consumo de nabidh - bem como de outras bebidas alcoólicas ou potencialmente alcoólicas - entrou em declínio devido à proibição do uso de álcool expressa no Alcorão e nas Sunas.
 

As passas de uvas contêm níveis elevados de substâncias antioxidantes tais como flavonoides e a vitamina C. Além disso, consistem em fonte importante de fósforo, potássio, cálcio, magnésio, ferro, cobre e Vitamina K e podem ajudar a prevenir a cárie dentária. Para preparar o Naqe'e Al Zabib tradicionalmente é usada a uva passa preta. Inicia-se lavando exaustivamente as passas, deixando-as imersas em água quente por cerca de três horas a seguir antes de serem pressionadas (através de um utensílio semelhante a uma peneira) de modo a extrair o insumo. Outras receitas tradicionais de Naqe'e Al Zabib recomendam ferver as passas ou deixá-las embebidas em água na geladeira por uma noite antes de espremer o suco. Também é possível ferver as passas uma segunda vez após a imersão durante a noite. O uso de açúcar no preparo costuma variar conforme o grau de doçura das passas utilizadas na receita.